# 大塚村 (愛知県宝飯郡)
大塚村（おおつかむら）は、愛知県宝飯郡にかつて存在した村。分割により蒲郡市と宝飯郡御津町に編入された。
現在の蒲郡市東部と豊川市西南部に該当する。

## 歴史
- 江戸時代末期、この地域は三河吉田藩領、旗本領であった。
- 1876年（明治9年） - 丹野村と山神村が合併し、相楽村となる。
- 1889年（明治22年）10月1日 - 大塚村、相楽村、赤根村、大草村が合併し、大塚村となる。
- 1955年（昭和30年）10月1日 - 分割され、蒲郡市、宝飯郡御津町に編入される。

### 現在の地名との比較
- 大塚村大字大塚、大字相楽（現・蒲郡市大塚町、蒲郡市相楽町）
- 大塚村大字大草、大字赤根（現・豊川市御津町大草、豊川市御津町赤根）

## 学校
- 大塚村立大塚中学校（現・蒲郡市立大塚中学校）[1]
- 大塚村立大塚小学校（現・蒲郡市立大塚小学校）[1]

## 交通機関
- 国鉄東海道本線
  - 三河大塚駅[2]

## 神社・仏閣
- 相楽神社
- 観音寺
- 養円寺

## 観光
- 大塚海水浴場（現・大塚海浜緑地）